# 小熊维尼与跳跳虎
《小熊维尼与跳跳虎》（英語：My Friends Tigger & Pooh）是迪士尼动画于2007年出品的动画，是小熊維尼系列的衍生作品。一共有三季电视动画和三部电影。在该系列中除了维尼和原作中的其他角色外，还介绍了两个新角色：一个充满活力和想象力的6岁红头发女孩——黛比（Darby），和黛比的宠物狗——捕头（Buster）。黛比是人类主角和动画的女主角，同时也是动画故事中“超级侦探”的领导者。

## 制作与播放
《小熊维尼与跳跳虎》由迪士尼動畫電視制作，于2007年5月12日在迪士尼频道的Playhouse Disney中首映。

## 剧集详情
《小熊维尼与跳跳虎》电视动画系列一共有三季。
| 季 | 季     | 集數    | 首播          | 首播          |
| 季 | 季     | 集數    | 第一集        | 最後一集      |
| -- | ------ | ------- | ------------- | ------------- |
|    | 1      | 26      | 2007年5月12日 | 2008年8月16日 |
|    | 2      | 19      | 2008年9月27日 | 2009年7月12日 |
|    | 3      | 18      | 2009年9月8日  | 2010年10月9日 |
|    | 劇場版 | 3部電影 | 2008年12月6日 | 2010年4月10日 |

## 其他信息
动画中“超级侦探”有黛比、维尼、跳跳虎与捕头。故事的基本结构是百亩森林的动物们遇到了困难，请求“超级侦探”来帮忙。“超级侦探”的口号为“任何时间、任何地点，超级侦探，认真办案”。猫头鹰和谷佛在这部剧中缺席，谷佛似乎已被比佛取代。比佛是迪士尼1955年的动画电影《小姐与流浪汉》中的客串角色。
在百亩森林的音乐剧中，比佛答对了口令去取木材，跳跳虎失望的说想念谷佛。

## 播放情形
中国大陆引进了《小熊维尼与跳跳虎》系列，在中央电视台少儿频道《动漫世界》节目中进行过播出。

## 外部連結
- 互联网电影数据库（IMDb）上《My Friends Tigger & Pooh》的资料（英文）
- 大卡通上《My Friends Tigger & Pooh 》的資料
- My Friends Tigger & Pooh Review 於KidsTVMovies.About.com